# コンドアの岩絵遺跡群
コンドアの岩絵遺跡群は、タンザニアのドドマ州コンドア地区にある洞窟壁画群を中心とする遺跡である。審美的にも高く評価しうる岩絵群が数千年にわたり蓄積されてきたことや、洞窟が地元民の伝統文化と密接に結びついてきたことなどが評価され、ユネスコの世界遺産に登録されている。

## 特色

### 赤い絵と白黒の絵
コンドアの岩絵は、赤い絵と白黒の絵に大別でき、前者の方がより古い。そちらは弓矢を携えた狩人やレイヨウ、ゾウなどの狩猟対象の獣が描かれている。
後者は一転して、家畜が中心となっているため、描き手（言い換えれば、この地の住民）が狩猟民から牧畜民へと変化したことが窺える。
鉄の精錬所跡なども発見されており、その年代調査の結果、白黒の絵は1500年ほど遡るものであることが明らかになっているが、赤い絵の継続年代は未詳のままである。

### 儀礼
洞窟は住民の伝統文化で重要な位置を占める。成人の通過儀礼に使う人々や、聖地と崇める人々などがいる。

## 世界遺産
2000年に暫定リストに登録され、2005年に世界遺産委員会で審議された。しかし、緩衝地域が設定されていなかったことなどの不備6点を指摘され、登録が認められなかった。
翌年、周囲500mの緩衝地域を設定することなどの改善策がまとめられた結果、再審議に掛けられ、登録が認められた。

### 登録地域
コンドア地区にどれだけの洞窟壁画が存在するのか、その全体像は未解明である。世界遺産に登録されているのは以下の193箇所 (193 recorded sites) である。
- パヒ (Pahi complex) - 78箇所
- カンダガ＝クワ・ムテア＝キセセ (Kandaga-Kwa Mtea-Kisese complex) - 22箇所
- タウィ＝フェンガ (Thawi-Fenga complex) - 25箇所
- クンドゥシ＝キニャシ (Kundusi-Kinyasi complex) - 29箇所
- コロ (Kolo complex) - 10箇所
- チェケ・チュンガイ (Cheke Chungai complex) - 29箇所

### 登録基準
この世界遺産は世界遺産登録基準のうち、以下の条件を満たし、登録された（以下の基準は世界遺産センター公表の登録基準からの翻訳、引用である）。
- (3) 現存するまたは消滅した文化的伝統または文明の、唯一のまたは少なくとも稀な証拠。
- (6) 顕著で普遍的な意義を有する出来事、現存する伝統、思想、信仰または芸術的、文学的作品と直接にまたは明白に関連するもの（この基準は他の基準と組み合わせて用いるのが望ましいと世界遺産委員会は考えている）。